# Challenger 1
Challenger 1 var Storbritanniens huvudsakliga stridsvagn mellan åren 1983 och cirka 1995. Huvudbeväpningen består av en 120 mm räfflad kanon och två 7,62 mm kulsprutor.
Stridsvagnen väger 62 ton och maxhastigheten är 56 km/h. Den ersattes av Challenger 2.